# Sycoscapter infectorius
Sycoscapter infectorius är en stekelart som först beskrevs av Joseph 1953.  Sycoscapter infectorius ingår i släktet Sycoscapter och familjen fikonsteklar. Inga underarter finns listade i Catalogue of Life.